# NBA 2K (computerspel)
NBA 2K is een computerspel uit 1999. Het spel is een sportspel waarbij de speler basketbal kan spelen. Het spel werd uitgebracht op 10 november 1999 voor de Sega Dreamcast Het spel omvat 29 teams en hun sterspelers. Spelers zijn realistische weergegeven met herkenbare gezichten en zelfs tatoeages zijn zichtbaar. Met kan een demonstratiewedstrijd spelen, volledig seizoen of gelijk met de play-offs beginnen. De speler kan ook eigen spelers maken met behulp van de spelereditor.

## Ontvangst
| Beoordeeld door                     | Platform  | Datum             | Score |
| ----------------------------------- | --------- | ----------------- | ----- |
| The Next Level                      | Dreamcast | 17 november 1999  | 100%  |
| Power Unlimited                     | Dreamcast | juni 2000         | 96%   |
| Mega Fun                            | Dreamcast | februari 2000     | 94%   |
| IGN                                 | Dreamcast | 24 november 1999  | 92%   |
| Jeuxvideo.com                       | Dreamcast | 24 maart 2000     | 90%   |
| Adrenaline Vault, The (AVault)      | Dreamcast | 19 januari 1999   | 90%   |
| GameSpot                            | Dreamcast | 8 november 1999   | 88%   |
| Digital Press - Classic Video Games | Dreamcast | 25 september 2005 | 85%   |
| Game Revolution                     | Dreamcast | 1 november 1999   | 83%   |
| Super Play                          | Dreamcast | augustus 2000     | 60%   |

## Trivia
- Dit is het enige computerspel uit de serie waarmee niet online gespeeld kan worden.
- Op de cover van het spel staat Allen Iverson van de Philadelphia 76ers.